# You're My Heart, You're My Soul
Singles de Modern Talking
You Can Win If You Want
(1985)
You're My Heart, You're My Soul est une chanson du duo musical allemand Modern Talking, sortie en single le 24 septembre 1984 sur le label Hansa Records. C'est le premier single du groupe. La chanson a été incluse dans le premier album du groupe, The 1st Album sorti en 1985.
Après sa sortie, le single est entré dans le top 10 ouest-allemand le 28 janvier 1985. Cinq semaines plus tard, le single atteint la première place du classement, passant six semaines au sommet et 25 semaines dans le top 100, avant d'être certifié disque d'or pour avoir expédié plus de 500 000 unités dans le pays. You're My Heart, You're My Soul est considéré comme le single le plus vendu du duo à ce jour, avec des ventes mondiales estimées à plus de huit millions d'exemplaires.
Le single est remixé en 1998 sous le titre de You're My Heart, You're My Soul '98 à l'occasion d'une réunion du duo. Ce remix connaît un succès similaire, leur valant un disque de platine pour avoir vendu plus de 500 000 unités rien qu'en Allemagne.

## Contexte

Partitions du piano et du synthétiseur de You're My Heart, You're My Soul.

À l'été 1984, l'idée de base de la chanson est venue à Dieter Bohlen lors d'un séjour à l'île espagnole Majorque, sur la plage. Il explique dans son autobiographie Nichts als die Wahrheit, que le premier titre de la chanson était « My Love Is Gone ». Il estime à l'époque que ce titre était « ennuyeux » et lui trouve le titre final, You're My Heart, You're My Soul. La chanson est écrite et composée par Bohlen sous le pseudonyme « Steve Benson ».
Dans le studio d'enregistrement Studio 33 à Hambourg, il fait écouter à Thomas Anders la maquette qu'il avait préparée, le coproducteur de la chanson Luis Rodriguez lance alors la machine à bande 24 pistes Revox. Lors de l'enregistrement de la mélodie en do dièse mineur, un effet de filtre en peigne se produisit. Après de longues tentatives de correction, Bohlen et son coproducteur Luis Rodriguez n'ont eu d'autre choix que de mixer la chanson telle quelle. Selon Bohlen, la production a coûté 1 400 marks allemands, la commercialisation auprès de BMG Entertainment a rapporté 10 000 marks.
Bien que Bohlen affirme avoir joué lui-même tous les instruments, les sons de clavier et de piano ont été arrangés et enregistrés entre autres par Leroy Skeete. Parmi les instruments utilisés, figure notamment le synthétiseur Sequential Circuits Prophet-5. Sur certaines éditions internationales du single, Eric Styx est mentionné comme parolier. Il s'agit d'un pseudonyme d'Erika Sauerland, parolière et épouse de Dieter Bohlen à l'époque.

## Réception
Après sa sortie en single, dans un premier temps, le succès ne fut pas au rendez-vous. Après quelques apparitions à la télévision — notamment dans l'émission allemande Tele-illustrierten sur ZDF — le titre atteint la 38e place du hit-parade allemand le 21 janvier 1985. Le 28 janvier 1985, il atteint la 9e position Le 4 mars 1985, il se hisse finalement à la première place, où il restera pendant six semaines.
En Allemagne, 500 000 exemplaires sont écoulés, et à plus de 700 000 exemplaires en France. En dehors de l'Allemagne, la chanson est devenue numéro un, notamment en Autriche (4 semaines), en Suisse (5 semaines), en Belgique (5 semaines) et en Finlande (4 semaines),,. Avec plus de huit millions de 45 tours vendus dans le monde, le single obtient la certification de disque d'or en Allemagne, en Belgique, en France, au Portugal, en Suède et en Suisse ainsi qu'un disque de platine au Danemark et double platine en Afrique du Sud, ce qui fait du premier single de Modern Talking également le plus grand succès de la carrière discographique du duo.
En 1985, Modern Talking remporte le Lion d'or de Radio Luxembourg avec You're My Heart, You're My Soul. Le 30 novembre 1985, le duo interprète notamment la même année la chanson dans l'émission Peters Pop Show sur la chaîne ZDF devant des millions de téléspectateurs.

## Listes des pistes
| A. | You're My Heart, You're My Soul                | 3:48 |
| B. | You're My Heart, You're My Soul (Instrumental) | 4:01 |

## Crédits
- Dieter Bohlen – chœurs, paroles, musique, production, arrangements
- Thomas Anders – chant, chœurs

## Classements et certifications
| Classement (1985)                      | Meilleure position |
| -------------------------------------- | ------------------ |
| Afrique du Sud (Springbok Top 20)      | 2                  |
| Allemagne de l'Ouest (Media Control)   | 1                  |
| Autriche (Ö3 Austria Top 40)           | 1                  |
| Belgique (Flandre Ultratop 50 Singles) | 1                  |
| Danemark (IFPI)                        | 1                  |
| Espagne (AFYVE)                        | 2                  |
| Europe (European Top 100 Singles)      | 4                  |
| Finlande (Suomen virallinen lista)     | 2                  |
| France (SNEP)                          | 3                  |
| Italie (Musica e dischi)               | 18                 |
| Norvège (VG-lista)                     | 3                  |
| Pays-Bas (Nederlandse Top 40)          | 4                  |
| Pays-Bas (Nationale Hitparade)         | 6                  |
| Portugal (AFP)                         | 1                  |
| Royaume-Uni (UK Singles Chart)         | 56                 |
| Suède (Sverigetopplistan)              | 3                  |
| Suisse (Schweizer Hitparade)           | 1                  |

| Classement (1985)                    | Position |
| ------------------------------------ | -------- |
| Afrique du Sud (Springbok Top 20)    | 7        |
| Allemagne de l'Ouest (Media Control) | 2        |
| Autriche (Ö3 Austria Top 40)         | 2        |
| Belgique (Ultratop 50 Flanders)      | 7        |
| France (SNEP)                        | 12       |
| Pays-Bas (Nederlandse Top 40)        | 27       |
| Pays-Bas (Nationale Hitparade)       | 34       |
| Suisse (Schweizer Hitparade)         | 3        |

### Certifications et ventes
| Région                                | Certification | Ventes/Streams |
| ------------------------------------- | ------------- | -------------- |
| Allemagne (BM)                        | Or            | 500 000^       |
| Danemark (IFPI)                       | Or            | 4 000^         |
| France (SNEP)                         | Or            | 700 000        |
| Suède (GLF)                           | Or            | 25 000^        |
| Suisse (IFPI)                         | Or            | 25 000^        |
| Résumé                                |               |                |
| Monde                                 | —             | 8 000 000      |
| ^Mise en rayon selon la certification |               |                |

## You're My Heart, You're My Soul '98
Singles de Modern Talking
In 100 Years...
(1987) Brother Louie '98
(1998)
You're My Heart, You're My Soul '98, une version remaniée de You're My Heart, You're My Soul, est sortie le 16 mars 1998 en tant que premier single du septième album studio de Modern Talking, Back for Good (1998), marquant le premier single après leur reformation en 1998. La version rap de la chanson met en vedette le rappeur américain Eric Singleton (en).
Le single atteint la première place en Hongrie et est entré dans le top 5 dans plusieurs pays dont l'Allemagne, la Suisse, l'Autriche et la France, tout en entrant dans le top 10 dans de nombreux autres pays dont la Suède et la Finlande. En Allemagne, le single est entré dans le top 10 le 6 avril 1998, culminant à la deuxième place la semaine suivante. Après avoir passé 10 semaines dans le top 10, il a finalement été certifié platine pour avoir vendu plus de 500 000 unités en Allemagne. En France, You're My Heart, You're My Soul '98 s'est classé à la troisième place et a été certifié disque d'or pour plus de 250 000 exemplaires vendus.

### Liste des pistes
| 1. | You're My Heart, You're My Soul (Modern Talking Mix '98) | 3:49 |
| 2. | You're My Heart, You're My Soul (Classic Mix '98)        | 3:41 |

| 1. | You're My Heart, You're My Soul (Modern Talking Mix '98 feat. Eric Singleton) (featuring Eric Singleton) | 3:17 |
| 2. | You're My Heart, You're My Soul (Modern Talking Mix '98)                                                 | 3:49 |

| 1. | You're My Heart, You're My Soul (Modern Talking Mix '98)                            | 3:49 |
| 2. | You're My Heart, You're My Soul (Classic Mix '98)                                   | 3:41 |
| 3. | You're My Heart, You're My Soul (Modern Talking Mix '98) (featuring Eric Singleton) | 3:17 |
| 4. | You're My Heart, You're My Soul (Original Short Mix '84)                            | 3:48 |
| 5. | You're My Heart, You're My Soul (Original Long Mix '84)                             | 5:36 |

### Classements
| Classement (1998)                       | Meilleure position |
| --------------------------------------- | ------------------ |
| Allemagne (Media Control AG)            | 2                  |
| Autriche (Ö3 Austria Top 40)            | 2                  |
| Belgique (Flandre Ultratop 50 Singles)  | 26                 |
| Belgique (Wallonie Ultratop 50 Singles) | 10                 |
| Europe (Eurochart Hot 100 Singles)      | 9                  |
| Finlande (Suomen virallinen lista)      | 8                  |
| France (SNEP)                           | 3                  |
| Hongrie (Mahasz)                        | 1                  |
| Irlande (IRMA)                          | 8                  |
| Islande (Íslenski listinn Topp 40)      | 14                 |
| Pays-Bas (Nederlandse Top 40)           | 51                 |
| Suède (Sverigetopplistan)               | 6                  |
| Suisse (Schweizer Hitparade)            | 4                  |

| Classement (1998)               | Position |
| ------------------------------- | -------- |
| Allemagne (Media Control)       | 21       |
| Autriche (Ö3 Austria Top 40)    | 23       |
| Belgique (Wallonie Ultratop 50) | 47       |
| France (SNEP)                   | 12       |
| Suisse (Schweizer Hitparade)    | 35       |

#### Certifications
| Région                                                               | Certification | Ventes/Streams |
| -------------------------------------------------------------------- | ------------- | -------------- |
| Allemagne (BM)                                                       | Platine       | 500 000^       |
| Belgique (BEA)                                                       | Or            | 25 000*        |
| France (SNEP)                                                        | Or            | 250 000*       |
| Suède (GLF)                                                          | Platine       | 30 000^        |
| *Ventes selon la certification ^Mise en rayon selon la certification |               |                |